# Jüdischer Friedhof (Schornweisach)
Der Jüdische Friedhof in Schornweisach im mittelfränkischen Landkreis Neustadt an der Aisch-Bad Windsheim war eine jüdische Begräbnisstätte, die im Jahr 1712 angelegt wurde. Die Anlage befand sich laut Quellen „unweit der Kirche“. Der genaue Standort ist nicht bekannt, da von dem Friedhof keine Spuren mehr erhalten sind.
Von etwa 1579 bis 1877 existierte in Schornweisach eine Jüdische Gemeinde, die 1712 in der Nähe der Dorfkirche einen Begräbnisplatz anlegte. Nachdem es bei Beerdigungen sogar zu tätlichen Auseinandersetzungen mit der evangelischen Bevölkerung gekommen war, musste der Friedhof auf Betreiben der christlichen Obrigkeit zwischen 1750 und Mitte des 19. Jahrhunderts wieder aufgegeben werden. Die Gräber wurden beseitigt, das Gelände für andere Zwecke genutzt.